# Dictyna obydovi
Dictyna obydovi är en spindelart som beskrevs av Yuri M. Marusik och Koponen 1998. Dictyna obydovi ingår i släktet Dictyna och familjen kardarspindlar. Inga underarter finns listade i Catalogue of Life.